# Lucio Furio Medulino (tribuno consular 432 a. C.)
Lucio Furio Medulino  fue un político y militar romano del siglo V a. C. perteneciente a la gens Furia. Ocupó la más alta magistratura del Estado en tres ocasiones.

## Familia
Medulino fue miembro de los Furios Medulinos, una de las más antiguas familias patricias de la gens Furia. Fue hijo del consular Espurio Furio Fuso y padre de los tribunos consulares Lucio Furio Medulino, Marco Furio Camilo y Espurio Furio Medulino.

## Carrera pública
Siendo tribuno consular por primera vez, en el año 432 a. C., la epidemia que padecía Roma desde el año anterior remitió y no hubo hambruna por la previsión de importar grano. No obstante, las tensiones sociales prosiguieron. Los tribunos de la plebe se lamentaban de que ningún plebeyo hubiese sido elegido todavía tribuno consular, por lo que presentaron una ley que establecía que ningún candidato podía exagerar la blancura de su toga al presentar la candidatura. Pretendían con ello eliminar la corrupción electoral; pero, aunque la ley salió adelante, el Senado ordenó que las siguientes elecciones fuesen para cónsules.
Obtuvo un segundo tribunado consular en el año 425 a. C., año en el que se pactaron sendas treguas con veyentes y ecuos. En el año 420 a. C. ejerció la misma magistratura por tercera vez.
El cónsul homónimo de los años 413 y 409 a. C. pudo ser esta persona, pero es más probable que fuese su hijo.